# مسجد اخیانیها
مسجد اخیانی ها مربوط به دوره پهلوی اول است و در شاهرود، خیابان تهران، خیابان ۲۹ اسفند واقع شده و این اثر در تاریخ ۹ اردیبهشت ۱۳۸۲ با شمارهٔ ثبت ۸۶۱۲ به‌عنوان یکی از آثار ملی ایران به ثبت رسیده است.